# Гашун-Нур
Гашу́н-Нур (Цзюйяньхай; монг. Гашуун нуур; кит. 嘎顺诺尔) — бессточное солоноватое озеро в Гоби на севере Китая возле границы с Монголией. Располагается на территории аймака Алашань в юго-западной части автономного района Внутренняя Монголия.
Озеро находится на высоте 820 м над уровнем моря, на северной окраине пустыни Алашань. Морфометрия озера напрямую зависит от величины стока реки Жошуй, воды которой поступают в Гашун-Нур через рукава Морин-Гол и Их-Гол.